# 膜蝽
膜蝽（学名：Hebrus hasegawai）为膜蝽科膜蝽屬下的一个种。